# 戸嶋秀樹
戸嶋 秀樹（としま ひでき、1957年7月1日 - ）は、日本の政治家。第6代福井県三方郡美浜町長。

## 来歴
福井県三方郡美浜町生まれ。
福井県立美方高等学校を卒業。1982年3月、鳥取大学農学部卒業。同年4月、福井県へ入庁。2011年5月、福井県福井農林総合事務所農村整備部長に、2012年4月、福井県農林水産部農村振興課農地保全活用室長に就任した。2013年4月、農林水産部農村振興課長に就任。翌2014年3月に福井県庁を退職した。同年4月、美浜町副町長に就任。
2019年2月の美浜町長選挙に立候補して、無投票で初当選を果たした。同年3月に就任した。
2023年の町長選挙において、無投票で再選を果たした。